# Bom Jesus do Oeste
Bom Jesus do Oeste este un oraș în Santa Catarina (SC), Brazilia.